# Bastogne
Bastogne (luxemburgheză: Baaschtnech, germană Bastnach, neerlandeză Bastenaken) este un oraș francofon din regiunea Valonia din Belgia. Orașul se află la 2 km de frontiera cu Luxemburg. Comuna Bastogne este formată din localitățile Bastogne, Longvilly, Noville, Villers-la-Bonne-Eau și Wardin. Suprafața sa totală este de 172,03 km². La 1 ianuarie 2008 comuna avea o populație totală de 14.577 locuitori. 
Orașul este faimos pentru cursa ciclistă clasică anuală Liège-Bastogne-Liège.

## Istoric
Orașul Bastogne a fost un loc important de desfășurare al Ofensivei din Ardeni în timpul celui de-al doilea război mondial. Bătălia a fost lansată de către Germania nazistă la data de 16 decembrie 1944, ca o ultimă încercare de a prelua inițiativa în război, prin separarea armatelor britanice și americane. Principalul scop era capturarea orașului-port Anvers. Trupele americane, luate prin surprindere și suferind de numeroase pierderi, au fost în masură să mențină punctele cheie ale frontului, orașele Sankt-Vith și Bastogne. Orașul Bastogne este asediat intensiv de către trupele germane și chiar înconjurat, dar garnizoana americană din localitate, sub conducerea generalului Anthony McAuliffe, rezistă, în ciuda atacurilor intensive și a lipsei importante de provizii și muniție. 

## Localități înfrățite
- Franța: Tulette.

1. ↑  GeoNames, accesat în 10 decembrie 2022